# HMS Donegal (1798)
El Barra fue un navío de línea francés de la clase Téméraire armado con 74 cañones. Fue renombrado Pégase en 1795 y Hoche en 1797. Capturado por fuerzas británicas durante una fallida invasión de Irlanda el 12 de octubre de 1798, pasó a prestar servicio en la Royal Navy con el nombre de HMS Donegal.

## Captura
Como Hoche, participó en el intento francés de desembarcar en el Condado de Donegal, al oeste del Ulster, para apoyar la rebelión irlandesa de 1798. Fue el buque insignia de una expedición bajo el mando del Commodoro Jean-Baptiste-François Bompart, que consistía en el Hoche y ocho fragatas, y transportaba a 3000 soldados franceses. A bordo de Hoche Theobald Tone, era la principal figura en la Sociedad de los Irlandeses Unidos. Los buques fueron perseguidos por varias fragatas británicas después de haber abandonado el puerto de Brest el 16 de septiembre. A pesar de dejarlas atrás, fueron perseguidos por una flota de barcos de mayor tamaño bajo el mando del comodoro Sir John Borlase Warren. Ambos bandos se vieron obstaculizados por los fuertes vientos y galernas cuando se encontraron frente a la costa oeste de Irlanda, perdiendo el Hoche la parte superior de sus tres mástiles y quedando su velamen hecho trizas, por lo que se retrasó respecto al resto de su flota. Los franceses fueron finalmente forzados a labatalla de la isla de Tory el 12 de octubre de 1798.
La batalla comenzó a las 07:00 de la mañana, cuando Warren ordenó al HMS Robust que atacara la línea francesa dirigiéndose contra el Hoche. Minutos después, el HMS Magnanime abrió también fuego contra el Hoche. Los siguientes tres barcos británicos que intervinieron, las fragatas Ethalion, Melampus y Amelia, dispararon sobre el Hoche al pasar a su altura prosiguiendo en persecución de las fragatas francesas que ahora navegavan hacia el suroeste. Con el Hoche muy dañado, Bompart finalmente se rindió a las 10:50 con 270 de sus tripulantes y pasajeros muertos o heridos, entregando su espada al teniente Sir Charles Dashwood. Wolfe Tone fue posteriormente reconocido y arrestado.

## Al servicio de laRoyal Navy

### Frente Cádiz
El capturado Hoche fue tomada en servicio y renombrado HMS Donegal, después de la acción en la que había sido capturado. Permaneció 1800 en Plymouth, y en 1801 quedó bajo el mando del capitán Richard Strachan, con William Bissell como su primer teniente de 1801 hasta diciembre 1805. El Donegal se desplegó inicialmente en el Canal de la mancha, pero después de la estallido de las hostilidades con España, fue asignado a vigilar la escuadra francesa en Cádiz. En este rol, avistó y dio caza a la gran fragata española de 42 cañones Amfitrite en noviembre de 1804. Después de perseguirla durante 46 horas, la Amfitrite perdió el mastelero de la mesana y posteriormente fue alcanzado por el Donegal.
Un bote fue enviado desde el Donegal y el capitán español fue llevado a bordo. Strachan no hablaba español y el capitán español no hablaba inglés, así que fue con dificultad que Señor Richard trató de informarle de que sus órdenes eran devolver el Amfitrite a Cádiz. Strachan permitió al capitán tres minutos para decidir si iba a cumplir la orden, pero después de esperar durante seis minutos y sin una respuesta, abrió fuego contra la Amfitrite. El combate duró sólo ocho minutos, y resultó en varias muertes, entre ellos el capitán español, que cayó por un disparo de mosquete. La Amfitritese rindió y después de ser buscado, se encontró que era cargado con tiendas y llevando despachos desde Cádiz a Tenerife y Havana. Ella se hizo cargo y luego entró en servicio como  HMS Amfitrite en la Royal Navy. Donegal £200 000 libras.

### En el Mediterráneo y Atlántico
Durante 1805 el Donegal estaba todavía frente Cádiz, bajo el mando del capitán Pulteney Malcolm. A continuación, acompañó al vicealmirante Nelson en su búsqueda de las flotas combinadas de todo el Atlántico a las Indias Occidentales y regreso. El buque no estuvo presente en Trafalgar, pero fue capaz, el 23 de octubre de capturar el buque español parcialmente desarbolado Rayo que había escapado de Trafalgar, pero se había ordenado a la mar de nuevo para tratar de recuperar parte de las capturas británicas.
El Donegal, que entonces era parte de un escuadrón en Cádiz bajo mando del Vicealmirante John Duckworth, recibió noticias de que dos escuadrones franceses habían zarpado de Brest en diciembre de 1805. Duckworth llevó su escuadra a Barbados para dar con ellos, finalmente avistar a retirarse Santo Domingo el 6 de febrero. Duckworth organizaron sus naves en dos líneas, la línea de tiempo que consiste en HMS Superb, Northumberland y Spencer, mientras que la línea lee consistía en Agamemnon, Canopus, Donegal y Atlas. Las líneas se movieron para atacar a los barcos franceses y las Batalla de Santo Domingo estalló. Donegal inicialmente dedicada al valiente con varias andanadas, obligándola a rendirse después de media hora. Capitán Malcolm se trasladó su posición para disparar unas cuantas andanadas en el Jupiter antes de enviar un equipo de abordaje a bordo de ella. La tripulación del Júpiter luego la entregó. Capitán Malcolm dirige entonces a la fragata HMS Acasta para tomar posesión de la Valiente. Después de la batalla, Donegal había perdido antes yardas y tuvo 12 muertos y 33
heridos.

### Frente a la costa francesa
Permaneció Bajo el mando de Pulteney Malcolm, y estacionado estaba fuera de  Finisterre a lo largo de 1807. Luego se convirtió en el buque insignia de contralmirante Eliab Harvey, y más tarde fue puesto bajo el mando de Contralmirante Richard Keats en el canal. Donegal estaba en Spithead en 1808 y durante un período de cinco días del 1 de agosto el capitán Malcolm supervisó el desembarco del ejército de Arthur Wellesley en Mondego Bay. El primer teniente del Donegal, James Askey, actuó como maestro de la playa durante los desembarcos.
El 23 de febrero de 1809 Donegal era parte de un escuadrón bajo el mando del almirante  Stopford, cuando perseguían a tres fragatas enemigas en el  Sable d'Olonne, lo que lleva a la batalla de Les Sables-d'Olonne. HMS Defiance fue capaz de anclarse a media milla de ellos, mientras que el Donegal y el Caesar tuvieron que anclar aún más a causa de sus proyectos más. Su fuego combinado forzó dos de las fragatas para correr en tierra, mientras que Donegal sufrió un muerto y seis heridos en el enfrentamiento. En abril de 1809 Donegal era navegar con Almirante James Gambier de la flota en los Las carreteras vascas. Durante la Batalla de las carreteras vascas, Donegal, primer teniente James Askey ordenó al brulote Hércules en el ataque a la flota francesa, con la ayuda de guardiamarina Charles Falkiner, también de la Donegal.
Donegal fue ordenado por acción-Capitán Eduard Pelham Brenton cuando se embarcó para Cádiz el 24 de julio de 1809, que lleva el embajador ante la  Junta en Sevilla, marqués Richard Wellesley, hermano de Arthur Wellesley. Llegó el 1 de agosto, poco después de la batalla de Talavera, y tras el fracaso de la misión de Richard Wellesley, él regresó a Gran Bretaña en noviembre. A su llegada, el capitán Malcolm mando de la Donegal reanudó.
El 13 de octubre de 1810, las fragatas HMS Diana y Niobe atacó y empujó dos fragatas francesas en tierra cerca de La Hogue. Donegal y Revenge
llegaron al día siguiente, y juntos los cuatro barcos abrieron fuego contra los franceses durante el tiempo que la marea permitiría. Donegal tenía tres hombres heridos en esta acción.

### Otras acciones
En 1834 trasladó a Carlos María Isidro de Borbón desde Lisboa a Londres.

## Destino
Pasó la mayor parte de 1811 fuera Cherbourg, antes de ser quedar en reserva en Portsmouth más tarde ese año. Más tarde se trasladó en 1814 y quedó en la musma situación en Chatham. El Donegal fue finalmente desguazado en 1845.